# Johann Martin Wenck
Johann Martin Wenck (* 13. März 1704 in Heftrich; † 19. Dezember 1761) war ein deutscher Lehrer und Bibliothekar.

## Leben
Einer Familie von Pfarrern entstammte Johann Martin Wenck, der am 13. März 1704 in Heftrich als Sohn des Konrad Henrich Wenck (1670–1733) geboren wurde. Dessen Vater war Johann Reinhard Wenck (1645 bis 1690). Konrad Wencks Großvater war Marsilius Wenck, der von 1601 bis 1686 lebte. Johann Martin Wenck erhielt seine Vorbildung auf einem Gymnasium in Idstein und studierte von 1722 bis 1725 an der Universität Jena. Die folgenden fünf Jahre waren Wanderjahre, die ihn durch Niedersachsen führten. Anschließend führte es ihn nach Hamburg, wo er sich mit dem Philologen Johann Albert Fabricius sowie mit dem Theologen Johann Christoph Wolf befreundete.
Etwa 1730 bis 1732 verbrachte Wenck in Leipzig, wo er Lehrer in einem Waisenhauses wurde. 1733 dann wurde er auf Vermittlung seines Vaters in Mosbach Hofkaplan und unterrichtete seit dem Folgejahr am Idsteiner Gymnasium. Bald wurde er an der Schule Konrektor und 1738 dann Prorektor. Die Stelle hielt er bis zum Jahr 1746 inne; in diesem Jahr nämlich bot man ihm an, Prorektor des Pädagogiums Ludwig-Georgs-Gymnasium in Darmstadt und auch Hofbibliothekar zu werden. In dieser Funktion hat er die Buchbestände nach Wissensgebieten neu geordnet und „zugleich nach der Größe und Schönheit der Bände“ (1751) gestellt. Dies entsprach ganz der barocken Geisteshaltung, die dem Repräsentationsbedürfnis folgte. 
Die Stelle der Leitung der Hofbibliothek trat er dann 1750 nach dem Tod von Johann Philipp Jung an; zwei Jahre später auch die zunächst versprochene Stelle als Rektor der Schule. Zu seinen Schülern zählten etwa Georg Christoph Lichtenberg, Helfrich Peter Sturz und Johann Heinrich Merck.
An den Folgen einer „hitzigen Brustkrankheit“ schied Wenck am 19. Dezember 1761 im Alter von 57 Jahren aus dem Leben. Er hinterließ zwei Söhne, der eine wurde Historiker: Friedrich August Wilhelm Wenck lebte vom 4. September 1741 bis zum 15. Juni 1810. Dieser wiederum hinterließ den Juristen Karl Friedrich Christian Wenck. Johann Wencks zweiter Sohn war der Historiker und Pädagoge Helfrich Bernhard Wenck.